# 布拉夫克里克 (印地安納州)
布拉夫克里克（英語：Bluff Creek）是位於美國印地安納州約翰遜縣的一個非建制地區。該地的面積和人口皆未知。